# چیزهایی از عشق (آلبوم انریکه ایگلسیاس)
«چیزهایی از عشق» (به اسپانیایی: Cosas del Amor) آلبومی از هنرمند اهل اسپانیا انریکه ایگلسیاس است که در ۲۲ سپتامبر ۱۹۹۸ منتشر شد.